# Californiaströmmen

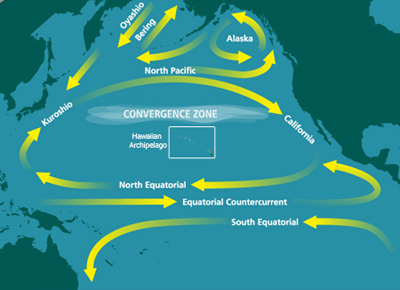
Havsströmmarna i norra Stilla havet

Californiaströmmen är en kall, södergående ytström i Stilla havet utefter Nordamerikas västkust.
Californiaströmmen utgör den östra begränsningen av Norra Stilla havets havsströmsvirvelområde, den stora subtropiska virvel som finns i norra Stilla havet. Havsströmmen, som sträcker sig ungefär 100 mil från södra British Columbia/Oregon till södra Baja California, ungefär mellan 48° och 23° nord, med en hastighet omkring 25 centimeter/sekund, skapar uppvällning av näringsrikt vatten, vilket har stor betydelse för ekosystemen längs Nordamerikas västkust.
Vattentemperatur och salthalt varierar säsongmässigt och mellan norr och söder, och ligger mellan 9 och 26 °C respektive 3,25 och 2,45 %.
Ytströmmen motsvaras av en kraftig nordlig djupström på ett genomsnittdjup av 200 meter längs kontinentalhyllan med en hastighet på ungefär 15 centimeter/sekund, Denna sträcker sig mellan 33° och 51° nord. Den kompletteras också av en nordgående motström på ytskiktet, Davidsonströmmen, vilken varierar med säsongmässiga vindförhållanden, och ibland går ihop med djupströmmen.
De ofta förekommande dimmiga dagarna i San Francisco är till stor del en effekt av Californiaströmmen.